# Джезирейе-Шиф
Джезирейе-Шиф (перс. جزیره شیف‎), ранее Шейх-Сеид — остров к северо-востоку от Бушира, в Персидском заливе, принадлежащий Ирану. Самый крупный остров в мелководной бухте Бушир. Площадь 1500 га. На северной оконечности острова находится рыбацкая деревня Джезирейе-Шиф. Административно относится к бахшу Центральный шахрестана Бушир остана Бушир. Наивысшая точка 11 м над уровнем моря.
В 2009 году остров соединён дамбой с материком через остров Садра.